# Jan Karol Opaliński
Jan Karol Opaliński herbu Łodzia (ur. 1642, zm. 26 marca 1695) – kasztelan poznański od 1687 roku, starosta międzyłęski i osiecki.

## Życiorys
Syn Krzysztofa Opalińskiego i Teresy Konstancji z Czarnkowskich herbu Nałęcz (córka Adama Sędziwoja Czarnkowskiego).
Żonaty przed 1673 rokiem z Zofią Anną z Czarnkowskich (1660–1701), córką Adama Uriela Czarnkowskiego i Teresy Zaleskiej. Z kilkorga dzieci Jana Karola Opalińskiego wiek dojrzały osiągnęła jedynie Katarzyna, żona Stanisława Leszczyńskiego, późniejsza królowa Polski, księżna Lotaryngii i Baru, matka m.in. Marii, królowej Francji. Poprzez tę swą wnuczkę Jan Karol Opaliński stał się przodkiem m.in. Ludwika XVI, Ludwika XVIII i Karola X, francuskich królów z dynastii Burbonów.
Po śmierci swojego ojca w 1655 roku został właścicielem Sierakowa, gdzie m.in. gościł króla polskiego Jana Kazimierza i jego żonę Marię Ludwikę.
Poseł sejmiku średzkiego na sejm 1683 roku.
Zmarł 26 marca 1695 roku. Pochowany został w kościele Bernardynów w Sierakowie. W 1995 roku jego sarkofag został przeniesiony do zamku w Sierakowie.

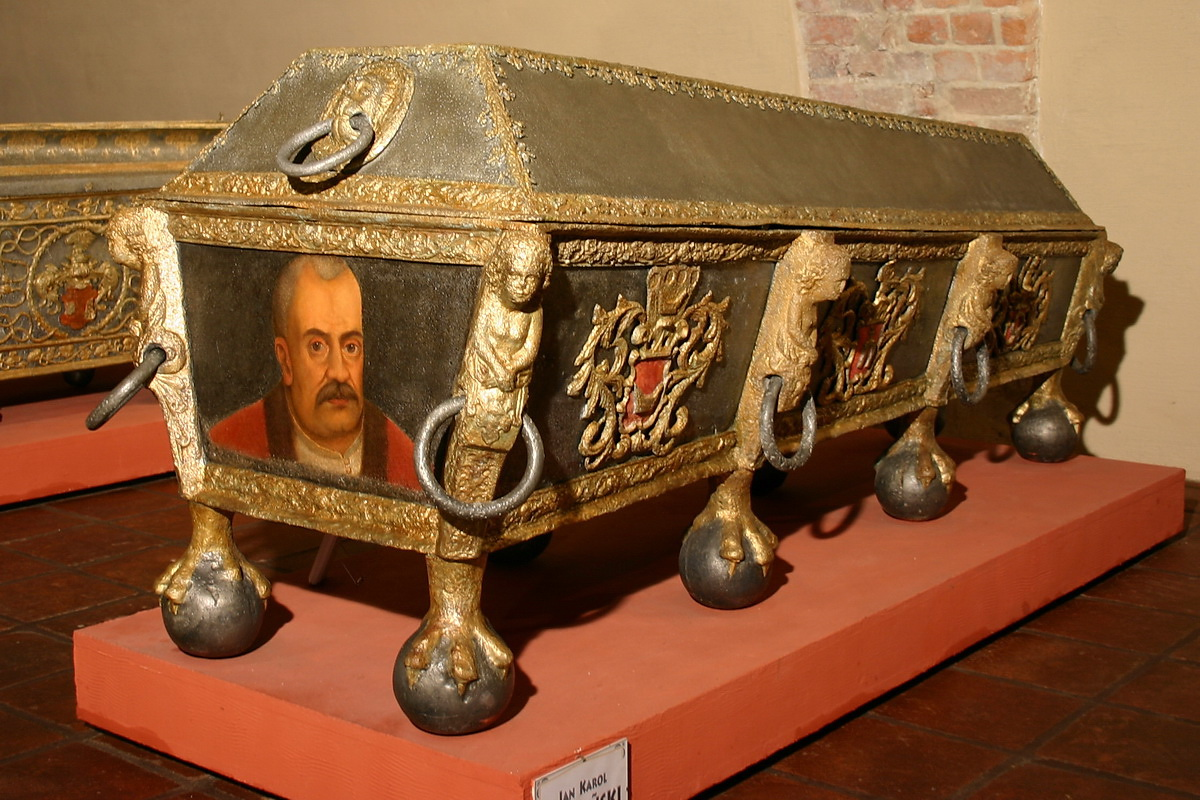
Sarkofag Jana Karola Opalińskiego w Muzeum "Zamek Opalińskich" w Sierakowie.